# 벤저민 리 워프
벤자민 리 워프(Benjamin Lee Whorf, 1897년 4월 24일 ~ 1941년 7월 26일)는 미국의 언어학자이자 소방 공학자이다. 워프는 언어의 구조에 따라 화자가 세상을 받아들이고 개념화시키는 방식에 차이가 있다는 개념을 지지한 것으로 알려진 인물이다. 이 가설은 자신과 자신의 멘토 에드워드 사피어의 이름을 따서 사피어-워프 가설로 부르지만 워프는 이 개념이 알베르트 아인슈타인의 일반 상대성이론과 비슷하다는 이유로 언어상대성이론으로 불렀다.
1897년 매사추세츠주 윈스럽에서 태어났다. 1918년 매사추세츠 공과대학에서 화학공학 학위를 받고 화재보험 회사에서 엔지니어로 일하던 중 종교 연구에 몰두하기 시작했고, 성경 분석을 위해 히브리어를 공부하다가 끝내 언어학에 관심을 가지게 되었다. 그는 도서관에서 언어학을 독학하였을 뿐이지만 아메리카 원주민 언어들에 관한 중요한 결과들을 발표하여 학계에서 명성을 얻었고, 이후 예일 대학교의 에드워드 사피어의 제자가 되어 영향을 주고 받았다. 암으로 인해 코네티컷주 하트퍼드에서 44세의 나이로 사망했다.

## 같이 보기
- 소합성어

## 참고 자료
- Newcombe, Nora S.; Uttal, David H. (2006). “Whorf versus Socrates, round 10”. 《Trends in Cognitive Sciences》 10 (9): 394–396. doi:10.1016/j.tics.2006.07.008. PMID 16899401. S2CID 18582377.
- Heynick, Frank (1983). “From Einstein to Whorf: Space, time, matter, and reference frames in physical and linguistic relativity”. 《Semiotica》 45 (1–2): 35–64. doi:10.1515/semi.1983.45.1-2.35. S2CID 170121402.